# Johan H. Danbjørg
Johan Hendrik Danbjørg (født 9. november 1896 i Porkeri, død 23. juli 1968 i Porkeri) var en færøsk lærer og politiker (JF).
Han tog lærereksamen fra Føroya Læraraskúli i 1917, og underviste i Sumbiar sókn 1917–1919, i Rituvík og på Glyvrar 1919–1920, og i Porkeri 1920–1968. Danbjørg var valgt til Lagtinget fra Suðuroy 1936–1945 og fra 1950 til sin død i 1968, og var lagtingsformand 1940–1943. Finnbogi Ísakson omtalte Danbjørg som et lagtingsmedlem af "den gamle skole" med klare synspunkter om, hvordan man skulle klæde og te sig i Lagtinget.